# Nomia eburneifrons
Nomia eburneifrons är en biart som beskrevs av Walker 1871. Nomia eburneifrons ingår i släktet Nomia och familjen vägbin. Inga underarter finns listade i Catalogue of Life.